# أبو سعيد الخادمي

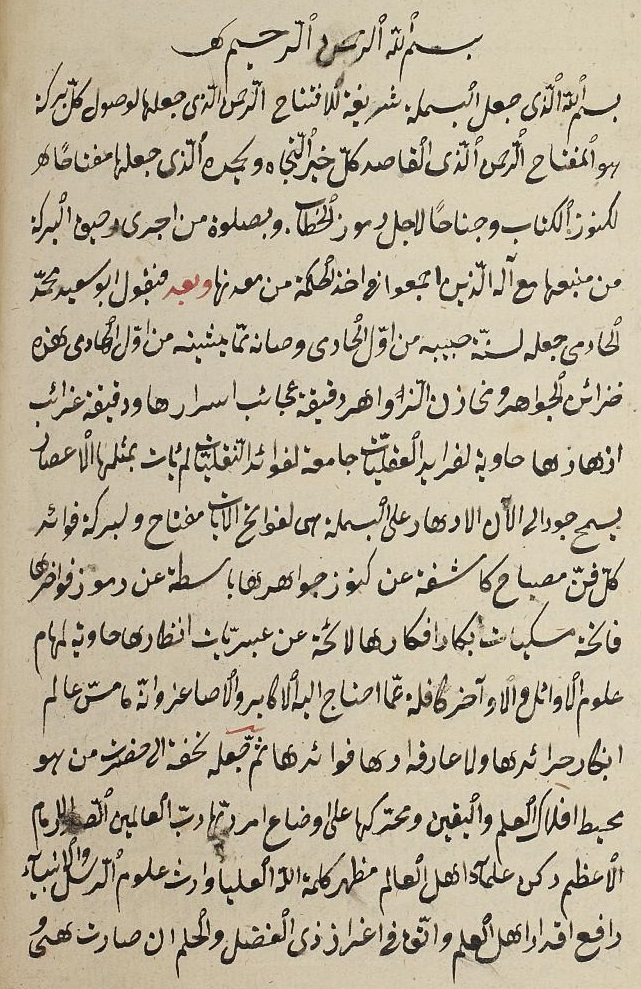
الصفحة الاولى من مخطوط «خزائن الجواهر ومخازن الزواهر» ، مكتبة برلين الحكومية.

الخادمي (1113 - 1176هـ / 1701- 1763م)و فقيه أصولي، من علماء الحنفية.
هو محمد بن محمد بن مصطفى بن عثمان، أبو سعيد الخادمى الحنفي. أصله من بخارى، ومولده ووفاته في قرية «خادم» من توابع قونية. قال صاحب الأعلام أن الخادمي «اشتهر بدرس ألقاه في أياصوفية باستنبول، في تفسير الفاتحة».

## آثاره
من آثاره:
- «مجمع الحقائق» في أصول الفقه، وشرحه «منافع الدقائق»
- «حاشية على درر الحكام» في فقه الحنفية.
- «البريقة المحمودية في شرح الطريقة المحمدية للبركلي»
- «شرح الرسالة الولدية للغزالي»، شرح بها رسالة ايها الولد لأبي حامد الغزالي.
- «رسالة في تفسير البسملة».
- «خزائن الجواهر».